# Cmentarz żydowski w Lwówku Śląskim
Cmentarz żydowski w Lwówku Śląskim – kirkut, który znajdował się w Lwówku Śląskim, zlikwidowany w II poł. XX wieku. Cmentarz znajdował się przy ul. Oświęcimskiej, częściowo w południowym fragmencie parku miejskiego w Lwówku Śląskim. W miejscu dawnego kirkutu nie znajdują się jakiekolwiek macewy, a jedynymi pozostałościami po tym miejscu są fragmenty kamieniarki rozrzucone przy południowej granicy parku. Teren dawnej nekropolii został częściowo zabudowany.

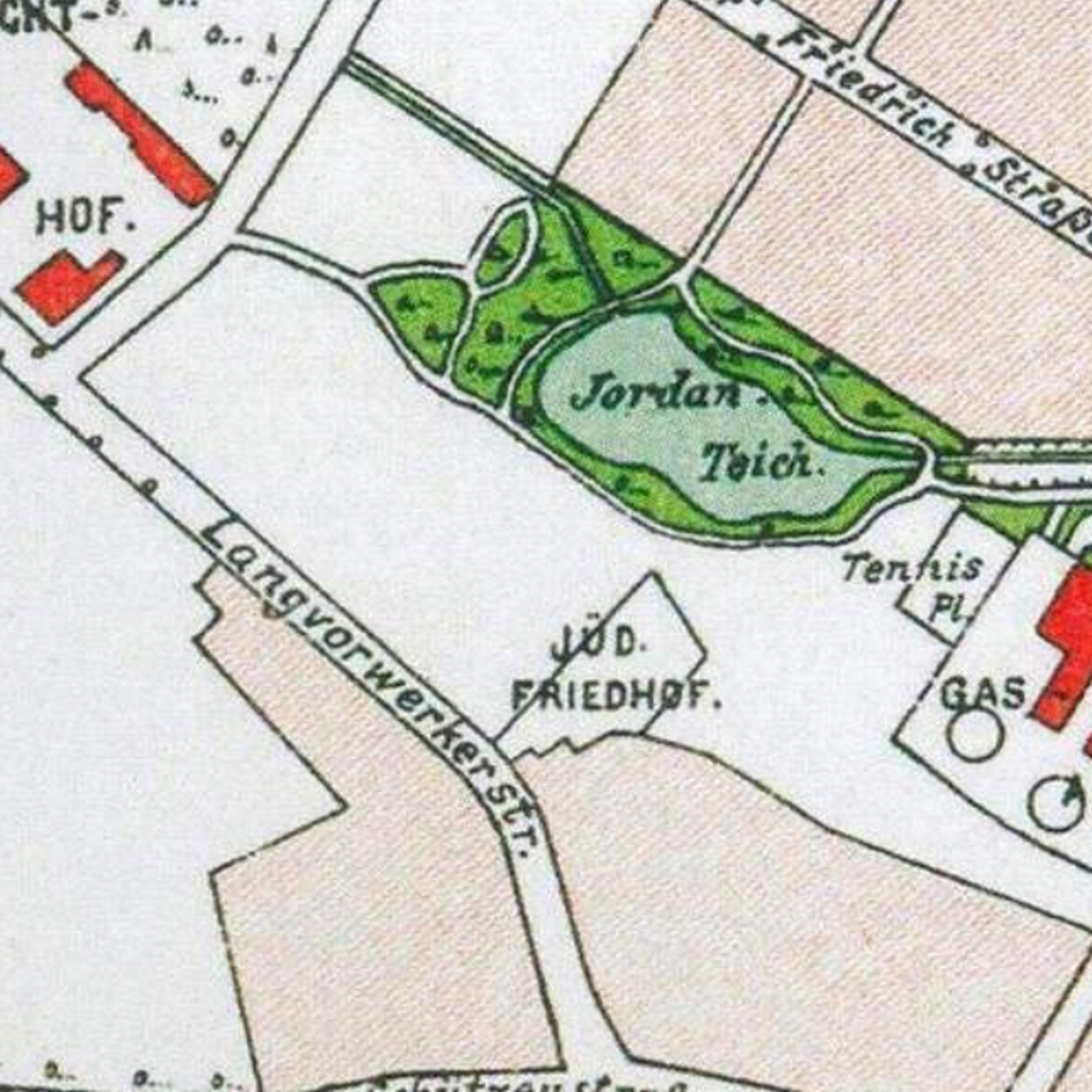
Lokalizacja cmentarza na mapie z I ćw. XX w.

## Historia

### Stary kirkut
Pierwszy kirkut w Lwówku Śląskim powstał już w XIII wieku, jednak nie wiadomo, gdzie dokładnie się znajdował. Dawne zapiski wspominają krótko o zaleceniach arcybiskupa gnieźnieńskiego i rajców miejskich o obowiązku opłaty za prawo do przewiezienia zwłok Żyda przez ulice Lwówka Śląskiego oraz pochowania na oddzielnym cmentarzu. Nie wiadomo, gdzie znajdował się pierwotny cmentarz żydowski, jednak najprawdopodobniej poza wydzieloną dzielnicą żydowską (obręb ulic Morcinka, Chrobrego i al. Wojska Polskiego), gdzie ponad dwustu wyznawców religii mojżeszowej posiadało domy, mieszkania, niewielką synagogę i karczmę. Cmentarz ten przestał być używany od II połowy XV wieku, po tumultach i pogromach, dokonywanych zarówno w Lwówku Śląskim, jak i w wielu innych miastach Europy.

### Powrót Żydów
Po kilkuset latach, w mieście ponownie pojawili się pierwsi starozakonni. Daniel Meyer przybył do Lwówka Śląskiego wraz ze swoją rodziną w 1786 roku. Mając perspektywę spokojnego życia i prowadzenia interesu w mieście, w 1792 sprowadził z Głogowa swego przyjaciela Beera Löbela Ulma wraz z jego całą rodziną, który otworzył lokalny sklep z tytoniem. Kolejnym ważnym przedsięwzięciem rodziny Meyerów było urządzenie synagogi, położonej nieopodal kościoła ewangelickiego w Lwówku Śląskim.

### Nowy kirkut
Przewodniczący Kahału, uznając zasadnym chęć pozostania i osiedlenia się na dłużej w Lwówku Śląskim, zadbał o odkupienie działki od miejscowego ogrodnika Weingube. Brama prowadząca na nowy cmentarz znajdowała się od strony drogi biegnącej do wsi Radłówka (od zachodu), a granicę działki oznaczono niewysokim, piaskowcowym murem. Dnia 18 stycznia 1815 r. pochowano tam pierwsze dziecko, a 12 grudnia 1816 r. na kirkut trafił Dawid Meyer, który w testamencie zapisał, by po jego śmierci 200 lub 250 talarów przekazać biednym mieszkańcom Lwówka Śląskiego, niezależnie od wyznania.

### Ruchy antysemickie
Wraz z pojawieniem się ruchów faszystowskich i antysemickich w Niemczech, do których ówcześnie należał Dolny Śląsk, przyszłość lwóweckiego kirkutu stała się niepewna. Na siedem lat przed objęciem władzy przez Adolfa Hitlera, doszło do aktu profanacji cmentarza. W 1926 r. młodzież lwówecka ze szkoły średniej namalowała na macewach rozmaite, antysemickie symbole. Jednymi ze zdewastowanych nagrobków była m.in. macewa Amalie Müller i jej córki, przez co jeden z jej żyjących krewnych doprowadził do interwencji, która zaowocowała tym, iż udało się zmusić kilku niemieckich rodziców do remontu macew. Podobne antysemickie akty wandalizmu i profanacji na cmentarzach żydowskich miały miejsce w tym samym roku we Wrocławiu, a w 1930 r. w Trzebnicy.

### Faszystowskie Niemcy
Po Nocy Kryształowej, przypadającej z 9 na 10 listopada 1938 roku w całej Trzeciej Rzeszy jak i w Lwówku Śląskim zniszczeniu uległy szyby  żydowskich nieruchomości. Akcja ta, zainspirowana przez NSDAP, oprócz doprowadzenia do zdemolowania żydowskich domów, mieszkań, sklepów i zakładów, spowodowała kolejne bojkoty oraz ataki będące przejawami antysemityzmu, które wpłynęły na decyzję o opuszczeniu Lwówka Śląskiego przez ostatnich trzydziestu wyznawców judaizmu. W kolejnych latach rządów Narodowosocjalistycznej Niemieckiej Partii Robotników zamknięto lwówecką synagogę i zlikwidowano ulicę Żydowską. Ostatnią pozostałością po żydowskich mieszkańcach miasta został kirkut na terenie parku miejskiego.

### II wojna światowa
Podczas II wojny światowej, kirkut jedynie formalnie należał do żydowskiego właściciela, ponieważ w Lwówku Śląskim już od kilku lat nie było żadnych przedstawicieli miejscowej gminy żydowskiej. Jesienią 1941 r. miejski ogrodnik przedstawił ofertę kupna gruntu i znajdujących się na nim obiektów. Zrzeszenie żydowskie wyraziło zgodę, by nabywca do 15 sierpnia 1942 r. zapłacił 1600 reichsmarek na konto w domu bankowym Heinz, Tecklenburg et Co. Umowę sporządzono u berlińskiego notariusza podpisana została przez Leo Baecka i Arthura Lilienthala. Umowa zawierała dwa warunki: kupujący zobowiązywał się do nienaruszania grobów do co najmniej 1972 r. i zapewniał prawo do odwiedzin grobów i cmentarza osobom mających pochowanych tutaj swoich krewnych i bliskich. Za pośrednictwem lwóweckiego notariusza F. Conrada ogrodnik przyjął ofertę.
Mimo sfinalizowania transakcji i rozpoczęcia procedury ubiegania się o wpis do księgi wieczystej, w sprawę sprzedaży gruntu zaangażował się lwówecki landrat. Korzystając ze swoich możliwości decyzyjnych w kwestii cen nieruchomości, obniżył cenę działki o 300 reichsmarek. Wywołało to sprzeciw sprzedającego i opóźnienie wejścia w życie umowy. Sprzedany, a niewpisany do księgi wieczystej cmentarz został tymczasowo zajęty przez gestapo, nie pozwalając na żadne czynności prawne. Niejasną kwestią jest to, czy naziści za późno dowiedzieli się o sprzedaży cmentarza. Starali się bowiem różnymi sposobami anulować umowę i przejąć kirkut w celu jego całkowitej likwidacji.
Sprzedający odwołał się od decyzji do szefa policji i służby bezpieczeństwa w Berlinie, a dnia 16 października 1943 r., w specjalnym piśmie, otrzymał zgodę na sprzedaż działki osobie prywatnej. Dodatkowe oświadczenie zostało przysłane od nadprezydenta skarbowego Dolnego Śląska o braku zastrzeżeń w sprawie zawartej umowy oraz zgodę na wpis do hipoteki. Po wielomiesięcznej wymianie pism z urzędnikami, 9 lutego 1944 r. Sąd Rejonowy w Lwówku Śląskim wpisał w dziale drugim księgi wieczystej nowego właściciela w miejsce żydowskiej gminy wyznaniowej.
Dnia 16 lutego 1945 r. Lwówek Śląski został zajęty przez Armię Czerwoną, a cmentarz żydowski nie wzbudził zainteresowania żołnierzy, więc pozostał w rękach ogrodnika do czasu przymusowego wysiedlenia do Niemiec.

### Lata powojenne
Kilka lat po II wojnie światowej kirkut zaczął służyć polskim dzieciom do zabawy. Według niezweryfikowanych informacji, opuszczony i zaniedbany kirkut został kompletnie zrujnowany w marcu 1968 r., przez lwóweckich członków Związku Młodzieży Socjalistycznej, gdyż chcieli w ten sposób wykazać się poparciem dla trwającej od wielu miesięcy nagonki Związku Socjalistycznych Republik Radzieckich wycelowanej w Żydów, a wraz z nią potępieniem państwa izraelskiego przez polskich polityków, oficerów, urzędników i decydentów. Był to okres, gdy w powojennej Polsce trwał największy okres czystek we wszystkich instytucjach i organach państwowych. Wielu młodych ludzi z całego kraju dołączyło do tej akcji, która wywołała falę przymusowej emigracji kilkunastu tysięcy osób pochodzenia żydowskiego, w tym również wielu uznanych przedstawicieli kultury i nauki.

### Likwidacja cmentarza
Decyzja o likwidacji kompletnie zniszczonego cmentarza żydowskiego w Lwówku Śląskim była tylko kwestią czasu, ponieważ nie było szans na jakiekolwiek odrestaurowanie cmentarza, nie było w planach nawet takich zamiarów, a ciężka sytuacja ekonomiczna pozwalała na wydawanie pieniędzy publicznych jedynie na niezbędne inwestycje i zmuszała do oszczędzania materiałów. Niejasnym jest, kiedy i gdzie ekshumowano zwłoki oraz gdzie trafiły rozbite macewy. Według niektórych mieszkańców jeszcze przez wiele lat leżały w parku pod murem Zakładu Budżetowego Gospodarki Komunalnej i Mieszkaniowej w Lwówku Śląskim, choć zdania co do autentyczności tej tezy są podzielone. Zdaniem innych mieszkańców nagrobki z Gwiazdą Dawida trafiły do Bobru, by wzmocnić brzeg, bądź zostały rzucone na dno głębszego zakola rzeki. Inne hipotezy mówią o wykorzystaniu fragmentów nagrobków do budowy pobliskiej posesji, albo budowy muru oporowego przy potoku Płóczki, nieopodal hotelu Piast. Możliwy jest też wywóz macew wraz z innym gruzem gdzieś poza miasto. Ostatnia wersja to wykorzystanie fragmentów nagrobków do utwardzenia drogi w Rakowicach Wielkich.

### Czasy współczesne
W parku miejskim, w jego północnej części, tuż przy płocie prywatnej posesji, znajduje się kilka kamiennych fragmentów dawnego cmentarza żydowskiego. Mimo rewitalizacji parku nie przewidziano postawienia tablicy informacyjnej.